# Folkmar Hein
Folkmar Hein (* 2. Februar 1944 in Essen) ist ein deutscher Tonmeister, Studioleiter, Festivalkurator und Musikmäzen.

## Werdegang
Er absolvierte ein Studium der Elektrotechnik an der Technischen Universität Berlin und den Studiengang Tonmeister an der Hochschule für Musik, heute Universität der Künste Berlin. Als wissenschaftlicher Mitarbeiter leitete Hein von 1974 bis 2009 das Elektronische Studio der TU Berlin, dessen Ausbau und Etablierung als Studio für Elektroakustische Musik von internationaler Bedeutung er betrieb.
Im Rahmen dieser Tätigkeit begründete Hein in Zusammenarbeit mit dem Deutschen Akademischen Austauschdienst das Berliner Festival Inventionen für Elektroakustische Musik, das von 1982 bis 2010 stattfand. Dessen Bedeutung zeigte sich vor allem in der internationalen Vernetzung der Musikschaffenden und Veranstalter dieses Genres, besonders mit Blick auf die Teilung Europas und der Welt durch den Eisernen Vorhang vor 1989 und die globale digitale Vernetzung danach.
Schon im Vorfeld zu Inventionen hatte sich Hein um kulturelle Verbindungen besonders zu Protagonisten der Elektroakustischen Musik im damaligen Ostblock bemüht. So gab es einen Austausch zum Festival Warschauer Herbst, der es möglich machte, auch mit Musikschaffenden der DDR intensiveren Kontakt zu knüpfen und zu halten.
Weitere  Projekte Heins sind die Internationale Dokumentation Elektroakustischer Musik und die Stiftung des Thomas-Seelig-Fixed-Media-Preises.
Hein ist Gründungsmitglied der Deutschen Gesellschaft für Elektroakustische Musik, zu deren Ehrenmitglied er 2009 gewählt wurde. Für seine Verdienste um die Klangkunst erhielt er 2010 den Deutschen Klangkunst-Preis in der Kategorie Ehrenpreis.

## Produktionen
Zu den von Folkmar Hein am TU-Studio realisierten Produktionen gehören Kompositionen z. B. von Herbert Brün, Silvia Fómina, Gérard Grisey, Sukhi Kang, Mayako Kubo und Bogusław Schaeffer. Daneben entstanden auch Hörspiele, etwa von Frank Corcoran und Lucia Ronchetti, sowie Klanginstallationen, unter anderem von Christina Kubisch.

## Schriften
- Studio Report Elektronisches Studio TU Berlin. In: Proceedings der International Computer Music Conference, Tokyo. 1993, S. 318–321.
- gemeinsam mit Thomas Seelig (Hrsg.): Internationale Dokumentation elektroakustischer Musik. Pfau-Verlag, Saarbrücken 1996, ISBN 978-3-930735-59-4 (430 S.).
- Auf der Insel. Zur elektroakustischen Musik und Klanginstallation in West-Berlin bis 1989. In: Neue Zeitschrift für Musik. Band 179, Nr. 4, 2018, S. 18–21.
- Trennung von menschlicher und maschineller Kraft. In: Neue Zeitschrift für Musik. Band 180, Nr. 4, 2019, S. 42–43.